# Merde
Cet article concerne le mot « merde ». Pour les excréments corporels, voir matière fécale.

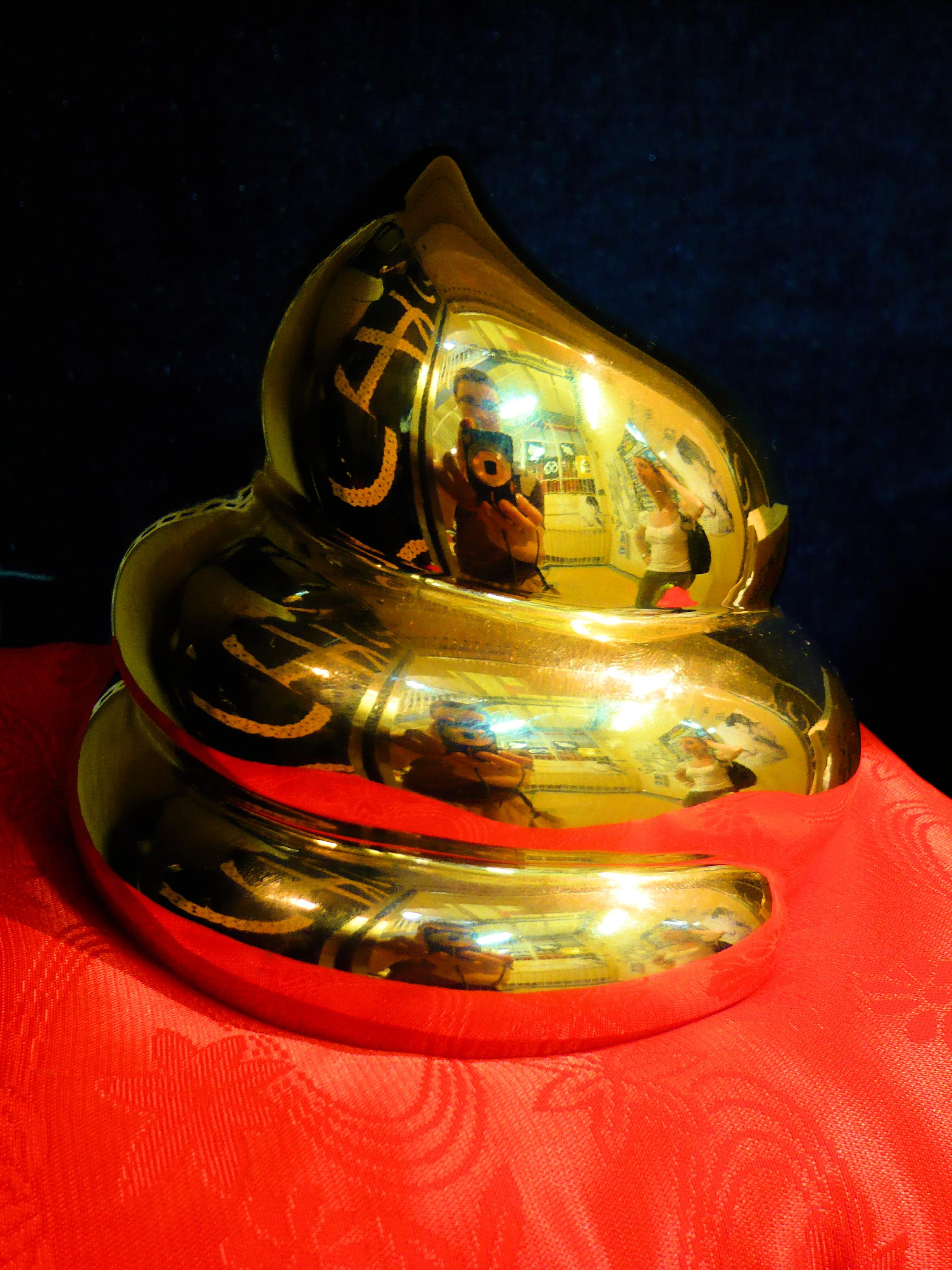
Porte-chance japonais, le Kin no unko, littéralement la « merde dorée ».

Merde est un mot de français moderne désignant vulgairement les matières fécales. Il sert de juron, sous la forme d'une interjection, dans le langage familier. Il a de nombreux autres usages plus ou moins vulgaires. Il est et fut utilisé par les gens de tous milieux sociaux, de l'empereur Napoléon Ier jusqu'au peuple, en passant par les artistes et les plus grands écrivains.
Il est souvent désigné en français comme « le mot de Cambronne » en référence au passage du roman de Victor Hugo Les Misérables, dans lequel l'auteur raconte sa version de la bataille de Waterloo : c'est le général Pierre Cambronne qui aurait prononcé ce mot en réponse au général britannique Charles Colville qui le sommait de se rendre. Toutefois, ce fait est souvent contesté,. Pour en atténuer la grossièreté, il est prononcé en une langue étrangère dans les régions bilingues (par exemple en Allemand ou en Platt en Moselle) ou en le "russifiant" : Merd'Azov...
« Merde » est aussi désigné par l'expression « le mot de cinq lettres ». Le mot donne lieu à des verbes couramment employés (« emmerder » ou « merdouiller »), à l'adjectif « merdique » tout aussi courant, ou à décrire des situations délicates (« je suis/on est dans la merde ! »). Il sert aussi à souhaiter bonne chance (« je te/vous dis merde ! »).

## Étymologie
Le substantif féminin,,, merde est un emprunt au latin merda,,,, « fiente, excrément ». Il est attesté au XIIe siècle : d'après le Trésor de la langue française informatisé, ses deux plus anciennes occurrences connues se trouvent dans le Roman de Renart, daté de vers 1179.

## Usage

### En Europe francophone
En plus de la définition citée plus haut, il est aussi utilisé dans le monde des arts (à l'origine au théâtre depuis la fin du XIXe siècle) pour souhaiter bonne chance au destinataire de l'interjection. En effet, lorsqu'une pièce avait du succès, les attelages stationnant derrière le théâtre laissaient une quantité de crottin importante[Information douteuse]. L'acteur ainsi interpellé ne doit pas, selon les croyances, remercier celui qui lui a adressé ce souhait mais il peut répondre « je prends »[réf. souhaitée].

### Au Canada
Surtout au Québec et au Nouveau-Brunswick, mais aussi en Ontario, au Manitoba, dans quelques villes de l'Alberta, de la Colombie-Britannique, de la Saskatchewan et de la Nouvelle-Écosse où on parle français, la prononciation « marde » est plus populaire, et ce à un tel point que la prononciation européenne donne un effet recherché et éduqué (pour ne pas dire snob). Par analogie plaisante est apparu le verbe « perler », déformation artificielle de « parler », qui signifie « parler en cherchant à imiter le français de France ».
Le mot « marde », dans un contexte interjectif, est souvent précédé du qualificatif « maudite ». Dans un contexte confrontationnel, il est fréquent dans l'expression vulgaire « mange de la marde », équivalent de « va te faire foutre ». L'expression « manger de la marde » peut aussi signifier « vivre des difficultés extrêmes ».
« C'est rare comme de la marde de pape! », signifie quelque chose de vraiment très rare.

### Expressions
- « C'est la merde ! » ou « Quelle merde ! », ou « Je (on) suis (est) dans la merde », désignent une situation inextricable.
- « C'est de la merde ! » désigne un produit ou une réalisation de très mauvaise qualité.

Ou encore :
- « Je te/vous dit merde. » S'employant dans un registre privé ou avec ses cercles proches (amis, famille) signifiant :  « Je te/vous souhaite bonne chance.»

### Dérivés verbaux
Le verbe dénominatif merder (intransitif) désigne très familièrement le fait d'échouer et également tout dysfonctionnement qui aurait des conséquences dangereuses ou funestes. Un emploi au sens de « déféquer » est attesté dans l'ancienne langue.
Il existe également merdoyer, glosé « s'embrouiller, s'empêtrer » par le Trésor de la langue française informatisé. Le verbe merdouiller apparaît aussi parfois dans le langage familier, pour désigner un problème léger ou une faute commise par maladresse.
- « Je suis désolé chef, ça a merdé »—Ça n'a pas marché, pourtant c'est pas faute d'avoir essayé.
- « Ma voiture merdouille un peu en ce moment »—Elle ne fonctionne pas correctement. Rien de gravissime dans l'immédiat, mais bon, c'est quand même gênant à la longue.

### Adjectif
L'adjectif merdique désigne fréquemment un objet de piètre qualité, inutile ou une situation embarrassante.
- « Ce nouveau logiciel est vraiment merdique ! »—Il est totalement inutile, et cause plus de problèmes que ce qu'il a apporté de bonnes choses. En gros... « C'est de la merde ».

## En politique
À tout seigneur tout honneur, le 28 janvier 1809, Napoléon Ier s'adressant à Talleyrand qu'il soupçonne de trahison : « ...Tenez, vous êtes de la merde dans un bas de soie ! ». Talleyrand, une fois que l'Empereur fût sorti, dit aux témoins de l'altercation : « Quel dommage, Messieurs, qu'un si grand homme soit si mal élevé ! »
On citera bien sûr Ravachol, le célèbre anarchiste du XIXe siècle, qui au matin de son exécution à Montbrison, le 11 juillet 1892, chante L'bon dieu dans la merde.

## Dans la littérature et autres arts
Une grossièreté héroïque a inspiré une pièce à Sacha Guitry, Le mot de Cambronne. Comme elle est en vers et que le mot en question ne possède que très peu de rimes (la forme « perde » du verbe « perdre » et le nom féminin « saperde » qui désigne une sorte d'insecte coléoptère), l'oreille du spectateur est évidemment aux aguets.
On peut citer dans la poésie du XXe siècle le texte La recherche de la fécalité, extrait de Pour en finir avec le jugement de dieu d'Antonin Artaud. Le poème commence par les vers particulièrement forts :
Là où ça sent la merde

ça sent l'être.
Le mot « merde » est employé assez fréquemment dans l'œuvre d'Artaud.

### Discographie
Plusieurs chansons intègrent le mot dans leur titre (et leur texte) :
- Merde à Vauban, de Léo Ferré (sur des paroles de Pierre Seghers), qui traite des sentiments fatalistes d'un bagnard sur l'Île de Ré (1960)
- C'est la Merde - La chanson porte-bonheur, par Guy Béart (1982)
- Merde in France de Jacques Dutronc (1984)
- 113 Fout La Merde du groupe 113 (2002)

### Arts plastiques
Dans l'art contemporain en général, et les arts plastiques en particulier, les artistes qui utilisent des matières fécales jouent souvent sur le sens du mot "merde" pour interpeller la fonction de l'art : les célèbres Merdes d'artiste de Piero Manzoni, par exemple.Merda d'artista : en 1961, Piero Manzoni déféqua dans 90 petites boîtes de conserves, ou plus précisément, déposa trente grammes de ses excréments par boîte et mit en vente ces boîtes au prix de trente grammes d'or. Ces excréments étaient réellement une production de l'artiste : toute production d'artiste est-elle artistique ?
Les artistes qui ne désirent pas jouer sur ce premier degré trop voyant utilisent d'autres mots. Par exemple Cloaca est une œuvre conçue pour être inutile et produire de l'inutile (des excréments), mais l'artiste Wim Delvoye ne prétend pas avoir produit de la merde

### Filmographie
- 1937 : Le Mot de Cambronne de Sacha Guitry
- 1997 : Une journée de merde de Michel Courtois
- 2008 : Merde de Leos Carax

### Sites web
- viedemerde.fr est un site Internet qui collecte toutes les petites phrases qui ruinent une journée. Nommé en référence à l'expression « vie de merde » : vie minable, frustrante.

### Merdre

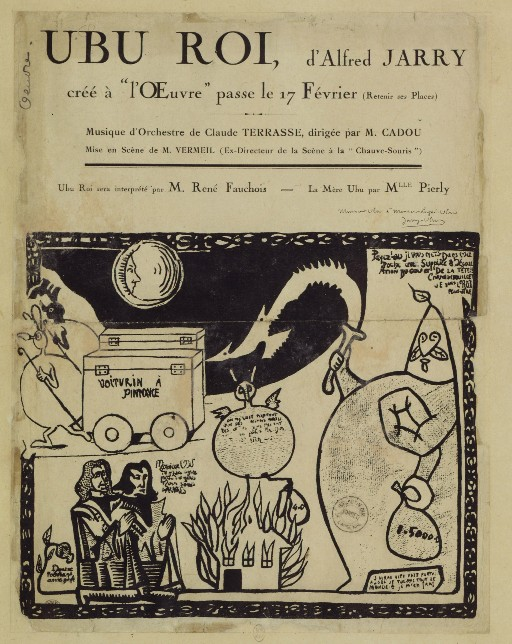
Affiche de la première dUbu roi. En main, Ubu tient un de ses attributs : le bâton de Merdre.

Cette orthographe du mot merde fut inventée par Alfred Jarry dans sa célèbre pièce Ubu roi. Le personnage grotesque du père Ubu l'emploie pour afficher sa singularité, au même titre qu'il écrit le mot finance « phynance ». La pièce commence d'ailleurs avec cette interjection, hurlée par le père Ubu à la mère Ubu, cela dans le but de choquer le public. Elle est devenue l'une des caractéristiques de la pièce.
Merdre est aussi devenu le 10e des 13 mois du calendrier pataphysique.

#### Francophone
- Petite encyclopédie de la vie merdique en Grande-Bretagne à l'usage du reste du monde ; Steve Low, Alan McArthur, Traduction: Catherine Gruen, David Ramasseul ; Scali (2007).  (ISBN 2350120821)
- Ode à la merde ; Pierre Cusson ; L'Archange Minotaure, 2002. (OCLC 83758621)
- Je parle plus mieux française que vous et j'te merde! : les joies de la francacophonie ; Alain Stanké ; Montréal : Stanké, 1995. (OCLC 34670571)
- Merde aux critiques ; Pierre Cabanne ; Paris, Éditions du Quai Voltaire, 1993.
- Le fouille-merde ; Gaston Compère;  Pascal Vrebos ; Bruxelles : Le Cri, 1987. (OCLC 26843743)
- Histoire de la merde : prologue ; Dominique Laporte ; Paris : C. Bourgois, 1978. (OCLC 4438456)
- Bordel à merde : poésie ; George Astalos ; Paris : J. Grassin, 1975. (OCLC 70481887)
- Le marchand de merde, : parade. ; Alexis Piron ; A Mahon : De l'Imprimerie de Gilles Langlois, à l'Enseigne de l'Etrille., M.DCC.LVI. (OCLC 43745911)
- Histoire et bizarrerie sociales des excréments, des origines à nos jours, Martin Monestier, Paris, Le cherche midi, 1997.

##### Journaux
- Le Fouteur de merde de Stéphane de Rosnay, journal satirique français à parution bimestrielle.

#### Anglophone
- Merde happens ; Stephen Clarke ; London : Bantam, 2007. (OCLC 85829305)
- Merde : excursions in scientific, cultural, and sociohistorical coprology ; Ralph A Lewin ; New York : Random House, 1999. (OCLC 39275835)
- Merde! : the real French you were never taught at school ; Geneviève. ; New York : Atheneum, 1986. (OCLC 12079089)
- Stephen Clarke, A Year in the Merde, Bentam Press, 2004   (ISBN 0-59305-453-9)
- Stephen Clarke, Merde Actually, Bentam Press, 2005  (ISBN 0-59305-477-6)
- David Waltner-Toews, The Origin of Feces. What Excrements Tells Us About Evolution, 2013  (ISBN 978-2-37119-005-4), traduit en français sous le titre Merde... : Ce que les excréments nous apprennent sur l'écologie, l'évolution et le développement durable, 2015, Ed.Piranha.

#### Germanophone
- Himmel und Merde : Essays, Satiren, Leitartikel ; Kurt Guss ; Borgentreich : Guss, 2005. (OCLC 76743886)
- Merde; Karikaturen der Mairevolte, Frankreich, 1968 ; V H Brandes; H Sylvester ; München, Trikont Verlag 1968. (OCLC 22769841)
- Merde : Karikaturen d. Mairevolte, Frankreich 1968 ; Volker Helmut Brandes ; München : Trikont-Verl., 1968. (OCLC 73830098)
- Hetum Gruber, "On est dans la merde" : Stadtgalerie Saarbrücken, Heidelberger Kunstverein ; Hetum Gruber; Hans Gercke; Bernd Schulz; Christoph Schreier; Stadtgalerie Saarbrücken.; Saarbrücken : Die Stadtgalerie ; Heidelberg : Der Kunstverein, 1994. (OCLC 31797281)
- Friedrich Torberg: Das Wort

#### Hispanophone
- La merde époque : los '90 ; Wolf ; Buenos Aires : Libros del Rescoldo, 2005. (OCLC 69242419)

### Jeu
- Le Kilo de merde, un jeu de société qui utilise un jeu de 52 cartes. Aussi appelé « paquet de merde » ou « tas de merde ».

### Animal
- Mouche à merde, ou Scathophaga stercoraria, ou scatophage du fumier de l'ordre des diptères, famille des Sarcophagidae.